# Corey James Gameiro
Corey James Gameiro (Wollongong, 7 februari 1993) is een Australische voetballer die op dit moment wordt uitgeleend door Fulham aan FC Eindhoven.
Gameiro maakte zijn debuut in het Nederlands betaalde voetbal op 31 augustus 2012 als invaller voor Soufiane Dadda in de wedstrijd tegen FC Volendam.

## Carrière
| Seizoen | Club                 | Wedstrijden | Doelpunten | Competitie      |
| ------- | -------------------- | ----------- | ---------- | --------------- |
| 2011/12 | Fulham FC            | 0           | 0          | Premier League  |
| 2011/12 | → Hayes & Yeading    | 5           | 0          | National League |
| 2012/13 | → FC Eindhoven       | 8           | 0          | Eerste divisie  |
| 2012/13 | → Wellington Phoenix | 7           | 1          | A-League        |
| 2013/14 | Sydney FC            | 15          | 2          | A-League        |
| 2014/15 | Sydney FC            | 5           | 2          | A-League        |
| 2015/16 | Melbourne City FC    | 5           | 0          | A-League        |
| 2016/17 | Melbourne City FC    | 0           | 0          | A-League        |
| 2017/18 | Brisbane Roar        | 18          | 0          | A-League        |
| Totaal  |                      | 63          | 5          |                 |